# Айрън Дюк (линеен кораб, 1912)
Айрън Дюк (на английски: HMS Iron Duke, „Железният херцог“) е британски линеен кораб. Главен кораб на едноименната серия линкори. Названието е дадено според прякора на бележития британски фелдмаршал херцог Уелингтън. По време на Ютландското сражение е флагмански кораб на адмирал Джон Рашуорт Джелико.

## Строителство
HMS Iron Duke е заложен в държавната корабостроителница в Портсмът на 15 януари 1912 г. Кръстен е в чест на Артър Уелсли Уелингтън (1769 – 1852) – британски пълководец от времената на Наполеоновите войни, имащ сред своите войници прякора „железния херцог“ (на английски: Iron Duke).
На 12 октомври 1912 г. е спуснат на вода. Кръстница на кораба е херцогиня Уелингтън, на която е предоставена честта да разбие бутилката шампанско в борда на кораба.
На 25 ноември 1913 г. започват заводските изпитания. По време на 8-часовите ходови изпитания на мерната миля в Полперо в единия от пробезите Iron Duke развива форсирана мощност на турбините 30 040 к.с., при това средната честота на въртене на гребните валове съставя 305,7 об/мин, което осигурява на кораба скорост от 21,6 възела.
На 10 март 1914 г. в Портсмътската корабостроителница е завършена подготовката на кораба за плаване. След два дена, на 12 март 1914 г., линкорът влиза в състава на флота.

## Конструкция

### Външност
Корабът е полубачен тип, с таранен нос и заоблена щевнева кърма. Полубакът и палубата са без седловатост. Бордът е прав. На полубака в носа от кула „А“ и на юта в кърмата от кула „Z“ има срезове за разширяване на секторите на обстрел на казематните оръдия. Непосредствено зад двете носови кули е високата носова надстройка, увенчана с тринога фокмачта с далекомерен пост на топа. В кърмата от нея има два прави вертикални комина. Между кърмовия комин и кърмовата надстройка се намира кула „Q“. Кърмовата надстройка е ниска, неразвита. Непосредствено зад нея са двете кърмови кули.

### Енергетична установка
Главната енергетична установка включва в себе си 2 комплекта турбини на Парсънс, работещи на 4 вала, и 18 водотръбни котела Babcock & Wilcox, разположени в три котелни отделения (по 6 котела във всяко). Всеки котел е оборудван с три инжектора за разпръскване на нефт непосредствено върху горящите въглища.
Турбините за високо налягане за преден и заден ход, разположени в крайните бордови отсека на машинното отделение, въртят външните валове (1-ви и 4-ти), турбините ниско налягане за преден и заден ход са заключени в единен корпус и въртят вътрешните валове (2-ри и 3-ти). Всички турбини са от реактивен тип.
Проектната мощност на турбините се оценява на 29000 к.с., което при средна честота на въртене на гребните валове от 300 об/мин трябва да осигуряват на кораба скорост на хода от 21 възела. Ходовите изпитания потвърждават разчетните стойности.

### Скорост и далечина на плаване
- на пълен ход – 3800 мили.
- 20-възлов – 4500 мили;
- 18-възлов – 5400 мили;
- 15-възлов – 7300 мили;
- 12-възлов – 8100 мили.

### Корабни запаси
Нормалният запас въглища съставлява 900 тона, пълният 3250 тона, запасът нефт е 1050 тона. На кораба също има т.нар. неприкосновен запас нефт, който съставлява 550 тона. Разходът на въглища за денонощие при 12-възлов ход съставлява 135 тона, на 16,4-възлов ход – 325 тона.

### Въоръжение

#### Артилерия на главния калибър
Десет 13,5" морски оръдия Mark V на фирмата „Викерс“, разположени в пет двуоръдейни кули на фирмата „Армстронг“. Кулите са разположени по линейно-терасовидната схема (кули „B“ и „X“ са издигнати).
Общият боекомплект е 1000 снаряда от всички типове (фугасни, бронебойни, полубронебойни, шрапнелни) или по 100 снаряда на ствол.

#### Противоминна артилерия
Дванадесет казематни 152-мм оръдия образец MK.VII с разделно зареждане, с дължина на канала на ствола 45 калибра (6840 мм) (на английски: 6"/45 BL Mk.VII), побордно в района на носовата надстройка.

#### Зенитно въоръжение
През 1915 г. в кърмовата част са поставени две 45-калибрени 76-мм зенитни оръдия образец QF Mk. I (на английски: QF 3 inch 20 cwt) с боекомплект по 150 изстрела на ствол, обаче поради липсата на кораба на прибор за управление на зенитния огън тези оръдия са практически безполезни в борбата срещу самолети и стават може би само за борба със сравнително бавните „цепелини“.
През 1918 г. са поставени далекомери с база 5,03 м за определяне на разстоянието до въздушните цели.
През 1928 г. допълнително е поставено едно 102-мм зенитно оръдие.
През 1929 г. всички 76-мм зенитни оръдия са заменени със 102-мм. През 1932 г. „Айрън Дюк“, междувременно вече като учебен кораб, е въоръжен с две 120-мм зенитни оръдия, които са разположени в кърмовата част. През август 1935 г. тези оръдия са свалени. През 1939 г. „Айрън Дюк“, е преоборудван в плаваща зенитна батарея, получава сдвоените 133-мм универсални оръдия, които са поставени на покрива на оръдейна кула „Y“.

#### Торпедно въоръжение
Четири 533-мм торпедни апарата:
- 2 носови, разположени под водолинията (по един на всеки борд) в района на шпиловете;
- 2 кърмови (по един на всеки борд) на нивото на траверса на барбета на оръдейната кула „Y“.[3]

Общият боезапас съставлява 20 торпеда образци Mk.I и Мк. II, по-късно – Мк. IV.

#### Авиационно въоръжение
През 1918 г. на всички линейни кораби от типа „Айрън Дюк“ на покривите на оръдейни кули „B“ и „Q“ са поставени полетни платформи за колесните самолети биплани „Sopwith Camel“ (или „Sopwith Pup“). Самолетите са предназначени за водене на въздушно разузнаване и коректировка на стрелбата.
През 1919 г. на всички линейни кораби полетните направляващи от авиационните платформи са свалени, макар самите платформи на кулите да са оставени.
През 1927 г. платформата на кула „B“ е демонтирана, а през 1928 г. от кула „Q“ е демонтирана последната.

## Служба
След влизането си в строй, линкорът е определен за флагмански кораб на Хоум Флийт (Home Fleet).

### Първа световна война
След началото на Първата световна война, Кралските ВМС са реорганизирани; Хоум Флийт (Home Fleet) и Атлантическият флот на ВМС на Великобритания са обединени с цел създаването на Гранд Флийт (Grand Fleet – Голям Флот).
От август 1914 г. до март 1919 г. се намира в състава на Гранд Флийт, до януари 1917 г. е флагмански кораб на адмирал Джон Рашуорт Джелико. Линкорът взема участие във всички главни операции на кралските ВМС.
На 12 януари 1916 г. се сблъсква с танкера „Drudentia“. Преминава неголям ремонт.
На 31 май 1916 г. участва в Ютландското сражение. В походния ордер плава в състава на 4-та линейна ескадра (командир на кораба е капитан 1-ви ранг Ф. К. Дрейер), бидейки флагмански кораб на Гранд Флийт под флага на командващия флота, адмирал Джон Джелико. По време на сражението води огън по германски кораб от типа „Кьониг“ от разстояние 11 000 м, постига шест попадения. След това пренася огъня си по друг германски кораб от същия тип, след което обстрелва вражески линеен крайцер от разстояние 14 000 м. От боя излиза без загуби.
На 28 ноември 1916 г. се лишава от статуса на флагмански кораб в резултат на смяната на командващия Гранд Флийт. Мястото на Джелико заема вицеадмирал Дейвид Бити, а нов флагман става линкорът HMS Queen Elizabeth.
От януари 1917 г. до март 1919 г. е изваден от оперативното съединение за изпълняване на частни задачи.

### Междувоенен период

#### Средиземноморски флот (1919 – 1926)
От март 1919 г. до октомври 1924 г. е флагмански кораб на Средиземноморския флот.
Април – юни 1919 г. участва в бойните операции против Съветска Русия в Черно море.
Септември – октомври 1922 г. участва в бойните действия против Турция в Мала Азия (по крайбрежието на Егейско море).
От септември 1922 г. е флагмански кораб на отделния отряд на британските военноморски сили, участващи в евакуацията на бежанците от Смирна, окупирана от Турция.
През октомври 1922 г. в Медина на борда на „Айрън Дюк“ се провеждат преговорите между съюзническите сили и турските националисти по въпроса за гръко-турските отношения.
През ноември 1924 г. е заменен от линейния кораб HMS Queen Elizabeth на поста флагмански кораб на Средиземноморския флот. Става флагман на 3-та линейна ескадра, а след това флагман на 2-ра ескадра.

#### Атлантически флот
През март 1926 г. 3-та линейна ескадра е придадена на Атлантическия флот като учебна ескадра за далечни плавания.
От март 1926 г. до май 1928 г. е флагман на 3-та линейна ескадра на Атлантическия флот.

#### Учебен кораб
От 30 май 1928 г. е заменен от еднотипния HMS Benbow и е изпратен в Девънпорт за ремонт и превъоръжаване. Според условията на Вашингтонското морско съглашение трябва да бъде превърнат в учебен кораб.
От юни 1928 г. до май 1929 г. преминава голям ремонт в корабостроителницата в Девънпорт.
На 30 май 1929 г. превъоръжението в Девънпорт завършва.
От юни 1929 г. до ноември 1931 г. е учебен артилерийски кораб.
През ноември 1931 г. е поставен в док на корабостроителницата в Девънпорт за разоръжаване.

### Втора световна война
През септември 1939 г. е преоборудван в плаваща зенитна батарея и едновременно в блокшив. Базира се в Скапа Флоу на Оркнейските острови.
На 17 октомври 1939 г. е силно повреден от авиобомби по време на нападението на германската авиация над Скапа Флоу. Поради заплахата от потопяване е отбуксиран в Лайнъс.
В края на 1939 г. е отбуксиран към Лонг Хоуп, където е поставен на плитчина и се използва впоследствие като блокшив.
През март 1946 г. е продаден за скрап на промишлена компания, занимаваща се с разкомплектаването на кораби за метал.
На 19 април 1946 г. е снет от плитчината.
На 19 август 1946 г. е отбуксиран във Феслейн на разкомплектоване.
През септември 1948 г. е отбуксиран в корабостроителницата в Клайдбанк под Глазгоу за окончателно разкомплектоване.